# دينيس لورنت
دينيس لورنت مواليد 29 يوليو 1977 في الفلبين، هو ملاكم محترف فلبيني يصنف ضمن فئة وزن الوسط.

## إحصائيات
خاض خلال مسيرته 64 نزالا، فاز في 50 وتعادل في 5 وخسر في 9. فاز بالضربة القاضية في 30 نزالا.

## روابط خارجية
- دينيس لورنت على موقع بوكس ريك (الإنجليزية) (registration required)